# 臺中市立中港高級中學
24°9′1.7″N 120°41′12.1″E / 24.150472°N 120.686694°E
臺中市立中港高級中學（簡稱中港高中）是位於臺灣臺中市梧棲區的公立高級中學，1993年成立。

## 校史
- 1971年7月，臺中縣政府與地方首長、民代暨熱心人士協商於轄區都市計畫文九學校預定地籌建梧棲第二國中－中港國民中學。
- 1993年8月，正式成立「臺中縣立中港國民中學」。
- 2000年8月1日，改制為完全中學，校名改為「臺中縣立中港中學」。12月校名改為「臺中縣立中港高級中學」。
- 2010年12月25日因臺中縣市合併升格改制，改隸臺中市政府教育局，更名為臺中市立中港高級中學。

## 歷任校長
| 任別     | 姓名   | 任期                        |
| -------- | ------ | --------------------------- |
| 籌備主任 | 莊達田 | 1992年7月－1993年2月        |
| 籌備主任 | 謝耀亭 | 1993年2月－1993年8月        |
| 1        | 林茂泰 | 1993年8月－1998年2月        |
| 2        | 趙鵬翼 | 1998年2月－2005年7月31日    |
| 3        | 胡鏡濤 | 2005年8月1日－2007年7月31日 |
| 代理     | 范振龍 | 2007年8月1日－2008年1月31日 |
| 4        | 王明宗 | 2008年2月1日－2009年7月14日 |
| 5        | 李金芳 | 2009年8月1日－2013年8月1日  |
| 6        | 周文松 | 2013年8月1日－2020年7月31日 |
| 7        | 簡崐鎰 | 2020年8月1日－現任          |

## 國中學區
梧棲區中棲路以南，港埠路以東之學區，包括：
- 大村
- 永寧里
- 永安里
- 興農里
- 草湳里
- 大（除36鄰）
- 福德里第18鄰

## 週邊環境
- 台中市立中港高中體育館
- 童綜合醫院梧棲院區
- 臺中市立梧棲國民中學
- 臺中市梧棲區大德國民小學
- 臺中市梧棲區梧棲國民小學
- 臺中市梧棲區中正國民小學

## 外部連結
- 臺中市立中港高中 （页面存档备份，存于）